# 沃夫奇基夫齊 (茲博羅夫區)
49°45′19″N 25°7′42″E / 49.75528°N 25.12833°E
沃夫奇基夫齊（烏克蘭語：Вовчківці），是烏克蘭的村落，位於該國西部捷爾諾波爾州，由捷尔诺波尔区負責管轄，始建於1785年，面積1.59平方公里，2001年人口252，人口密度每平方公里158.5人。